# Kelly Smith
Kelly Jayne Smith (29 de octubre de 1978, Watford, Inglaterra) es una exfutbolista inglesa que jugaba como centrocampista o delantera en el Arsenal, de la WSL. Es la máxima goleadora histórica de la Selección Inglesa, con 46 goles.

## Trayectoria

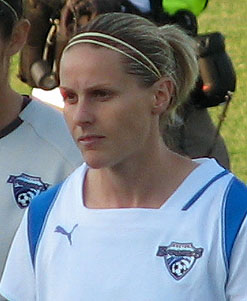
Kelly Smith en 2009 con las Boston Breakers

Smith comenzó su carrera en 1994 en el Wembley LFC, actualmente conocido como London Bees. En noviembre de 1995 debutó con la selección inglesa en la clasificación para la Eurocopa 1997, en un 1-1 contra Italia. Ese mismo mes marcó su primer gol con Inglaterra en un 5-0 a Croacia. 
En 1996 fichó por el Arsenal, pero al año siguiente se marchó a los Estados Unidos. Primero jugó en la NCAA, en las Seton Hall Pirates. En 1999 pasó a la W-League, con las New Jersey Lady Stallions.
En 2001 jugó su primer torneo con Inglaterra, la Eurocopa de Alemania, y fichó por el Philadelphia Charge, de la nueva WUSA. Tras la quiebra de la WUSA en 2004 decidió seguir un año más en Estados Unidos, en las New Jersey Wildcats de la W-League. 
Tras recuperarse de una caída en la depresión y el alcoholismo, Smith jugó la Eurocopa 2005 y regresó al Arsenal. En 2007 ganó la Copa de Europa con el Arsenal y jugó su primer Mundial. 
En 2009 fue subcampeona de la Eurocopa con Inglaterra y entró en el top 3 del FIFA World Player femenino. Ese año se fundó la WPS en Estados Unidos, y Smith dejó el Arsenal por las Boston Breakers.
En 2012 la WPS también quebró y Smith regresó al Arsenal por segunda vez. Jugó los Juegos Olímpicos de Londres con Gran Bretaña.

## Vida personal
En junio de 2016 se casó con DeAnna Dobosz, y dio a luz a su hijo, Rocco Jude, en mayo de 2017.